# قصر البخاري
قصر البخاري هي بلدية تقع في ولاية المدية في الجزائر.والتي تلقب بمدينة الشمس ويقطنها حوالي 70 ألف نسمة حسب إحصائيات 2008 وتتربع على مساحة قدرها 53٫87 كم2 تبعد عن عاصمة الولاية بحوالي 69 كم وعن الجزائرالعاصمة بـ 146 كم. يمر عبرها الطريق الوطني رقم 01 العابر للصحراء الكبرى.

## تسمية
تعود تسمية مدينة قصرالبخاري بهذا الإسم نسبة لاحد المشايخ المسمى محمد البخاري 

## جغرافيا

### تضاريس
تتميز تضاريس منطقة 03 كيلومترات المحيطة بقصر البخاري باختلافات مهمة جدًا على الارتفاع، مع اختلاف في الارتفاع يصل إلى 304 مترًا بحد أقصى وارتفاع أقل من مستوى سطح البحر إلى 664 مترًا. في الـ 16 كيلومترًا، هناك اختلافات مهمة للغاية في الارتفاع (918 مترًا). في الـ 80 كيلومترًا، توجد اختلافات كبيرة في الارتفاع (1795 مترًا).
المنطقة الواقعة ضمن دائرة نصف قطرها 03 كيلومترات قصر البخاري مغطاة بنباتات جافة (66%) وأراضي مزروعة (14%)، ضمن دائرة نصف قطرها يبلغ طوله 16 كيلومترًا بنباتات جافة (48%) وأراضي مزروعة (26%) وفي ضمن دائرة نصف قطرها يبلغ طوله 80 كيلومترًا في منطقة نباتية شاحبة (42%) وفي الأراضي المزروعة (30%).

### مناخ

#### حرارة
يستمر الموسم الحار لمدة 2.8 شهرًا، من 17 يونيو إلى 10 سبتمبر، مع متوسط درجة حرارة يومية قصوى تزيد عن 32 درجة مئوية. يوليو هو أكثر شهور السنة سخونة في قصر البخاري، حيث تبلغ درجات الحرارة العظمى 36 درجة مئوية والصغرى 19 درجة مئوية.
يستمر الموسم البارد لمدة 4.0 أشهر، من 17 نوفمبر إلى 18 مارس، مع متوسط درجة حرارة يومية قصوى أقل من 17 درجة مئوية. أبرد شهر خلال العام في قصر البخاري هو شهر يناير، حيث تتراوح درجات الحرارة المتوسطة من 1 درجة مئوية إلى 13 درجة مئوية.

#### تساقط
يواجه قصر البخاري تغيرات موسمية معتدلة في هطول الأمطار الشهرية تستمر فترة الأمطار في العام لمدة 9.7 أشهر، من 25 أغسطس إلى 16 يونيو، مع هطول أمطار متواصلة لمدة 31 يومًا لا يقل عن 0.5 بوصة. الشهر الأكثر أمطارًا في قصر البخاري هو فبراير، حيث يبلغ متوسط هطول الأمطار 44 ملم.
وتستمر فترة الجفاف في العام 2.3 شهرًا، من 16 يونيو إلى 25 أغسطس. الشهر الأقل هطولًا للأمطار في قصر البخاري هو يوليو، حيث يبلغ متوسط هطول الأمطار 4 ملم.

## إدارة
تم تنظيم قصر البخاري بتقسيم فرعي في عام 1862ثم تأسست كبلدية كاملة بموجب مرسوم صادر في 27 يناير 1869، تمت زيادتها بجزء من دوار أولاد حمزة بمرسوم صادر في 01 أكتوبر 1875  وكانت ضمن عمالة الجزائر وفي 28 جوان 1956 إرتقت لدائرة تابعة لعمالة التيطري

## أعلام
- ميساء باي
- حسن الحسني
- عبد القادر زيبق